# Фавилли, Фабио
Фабио Фавилли (итал. Fabio Favilli; 21 января 1836, Пиза — 25 декабря 1880, Ливорно) — итальянский скрипач и музыкальный педагог.
Учился в Пизе у Маурицио Беллуомини, затем во Флоренции у Фердинандо Джорджетти. С 17 лет гастролировал по разным итальянским городам, в 1857 г. выступил в Париже вместе с Джоваккино Бимбони. Затем обосновался в Ливорно по приглашению Оресте Карлини, руководителя городского духового оркестра. Открыл в Ливорно бесплатную школу игры на скрипке; среди его учеников, в частности, Арнальдо Бонавентура.
Автор струнного квинтета, многочисленных лёгких пьес для скрипки и фортепиано (включая фантазии на популярные оперные темы), отдельных вокальных и фортепианных сочинений.
Умер от туберкулёза.